# Lista de membros da Royal Society eleitos em 1784
Esta é uma lista de Membros da Royal Society eleitos em 1784.

## Fellows
1. Gilbert Blane (1749–1834), Royal physician [3]
2. John Campbell, 4th Earl of Breadalbane (1762–1834)
3. James Cecil, 1st Marquess of Salisbury (1748–1823)
4. Carlos Teodoro da Baviera (1724–1799) [4]
5. George Edgcumbe, 1st Earl of Mount Edgcumbe (1721–1795)
6. Alexander Gordon, 4th Duke of Gordon (1743–1827)
7. Thomas Gresley (died 1785), of Four Oaks, Warwickshire [5]
8. Busick Harwood (c.1745–1814), Professor of Medicine [6]
9. Henry Hugh Hoare (1762–1841) [7]
10. George Kinnaird, 7th Lord Kinnaird (1745–1805) [8]
11. Thomas Potter (1740–1801), Welsh judge [9]
12. Luigi Malaspina di Sannazzaro, Marquis Sannazzaro (1754–1835) [10]
13. John Sheldon (1752–1808), anatomist and surgeon [11]
14. John Sinclair (1754–1835), barrister [12]
15. Caleb Whitefoord (1734–1810), wine merchant, friend of Benjamin Franklin [13]
16. George Yonge (1731–1812), Secretary at War [14]